# NGC 4132
NGC 4132 este o galaxie spirală situată în constelația Părul Berenicei. A fost descoperită în 11 aprilie 1785 de către William Herschel. Se află la o distanță de 59,08 de megaparseci de Pământ.